# Lynn Westmoreland
Lynn A. Westmoreland (Atlanta, 2 aprile 1950) è un politico statunitense, membro della Camera dei Rappresentanti per lo stato della Georgia dal 2005 al 2017.

## Biografia
Proprietario di una ditta edile, Westmoreland entrò in politica candidandosi alla Camera dei Rappresentanti della Georgia. Dopo aver conquistato un seggio, lo mantenne dal 1993 al 2004, anno in cui si candidò alla Camera dei Rappresentanti nazionale.
Westmoreland vinse anche queste elezioni con oltre il 70% dei voti. Durante la sua permanenza al Congresso, ideò una proposta di legge per affiggere i dieci comandamenti nelle aule della Camera e del Senato. Tuttavia il comico Stephen Colbert intervistò il deputato nella sua trasmissione The Colbert Report e, alla richiesta del conduttore di elencargli i dieci comandamenti, Westmoreland fu in grado di enunciarne solo tre.
Nel 2007 il distretto rappresentato da Westmoreland venne rinumerato da ottavo a terzo, ma lui fu rieletto comunque con largo margine.
Nel 2008, durante la campagna elettorale per le elezioni presidenziali, Westmoreland, riferendosi al candidato democratico Barack Obama e a sua moglie Michelle li descrisse con l'aggettivo "uppity". Questo termine, che letteralmente significa "arrogante", viene in realtà usato per descrivere in senso dispregiativo gli afroamericani che progrediscono a livello economico o sociale. L'affermazione suscitò scalpore e Westmoreland in seguito disse che lui non conosceva quest'accezione del termine e che lo aveva utilizzato con il significato di "snob".
Nel 2010 venne considerato come un papabile candidato a Governatore della Georgia, ma alla fine Westmoreland decise di chiedere la rielezione alla Camera. Nel 2016 annunciò la propria intenzione di non candidarsi per un ulteriore mandato e lasciò il seggio dopo dodici anni.